# Tryphon (grammairien)
Pour les articles homonymes, voir Tryphon.
Tryphon (en grec ancien Τρύφων, en latin Trupho), fils d'Ammonios, est un grammairien grec ayant vécu au cours de la seconde moitié du Ier siècle av. J.-C. Il doit être distingué d'un second grammairien également nommé Tryphon, qui a vécu probablement plus tard, et dont l'œuvre est très peu connue.
Les traités de Tryphon nous sont parvenus dans un état très fragmentaire. Nous possédons un peu plus d'une centaine de fragments de son œuvre ; par ailleurs, plusieurs traités complets attribués à Tryphon nous sont parvenus, mais leur attribution à cet auteur est douteuse, et ces textes ont, au mieux, subi des modifications au cours de leur transmission. Un traité Peri pathôn tès lexeôs, au moins en partie dû à Tryphon, est consacré aux irrégularités de langage et aux formes dialectales. Un Peri tropôn (Sur les figures de style) lui est attribué. Un second traité Peri tropôn, d'abord attribué par erreur à Grégoire de Corinthe, est attribué à Tryphon dans les manuscrits et dérive probablement de son œuvre. Un fragment d'une Tekhnè grammatikè (Grammaire) nous est aussi parvenu.
Tryphon semble avoir exercé une influence notable sur les grammairiens postérieurs, notamment Apollonios Dyscole, et nombre de fragments et de testimonia à propos de Tryphon nous sont connus par le biais de citations d'auteurs postérieurs.